# Prunggahan Wetan
Prunggahan Wetan is een bestuurslaag in het regentschap Tuban van de provincie Oost-Java, Indonesië. Prunggahan Wetan telt 1865 inwoners (volkstelling 2010).